# Ravnstrup (Næstved Kommune)
 For alternative betydninger, se Ravnstrup. (Se også artikler, som begynder med Ravnstrup)
Ravnstrup er en lille landsby omkring Lille Syd, cirka 2 km nordøst for Holme Olstrup på Sydsjælland. Landsbyen består af ca. 3 gårde og flere huse. Den ligger i Toksværd Sogn i Næstved Kommune og tilhører Region Sjælland.
Få hundrede m nord for landsbyen findes Gødstrup Engsø.
Vejdirektoratet er i gang med at planlægge en motorvej (Næstvedmotorvejen) (Primærrute 54) mellem Næstved og Rønnede. Efter linjeføring A blev valgt kommer motorvejen til at gå syd om Ravnstrup, hvor den passerer over Ravnstrupvej og Lille Syd på en 6-7 m høj dæmning som forsætter nord om Holme Olstrup.